# Episodi di Insecure (quinta stagione)
La quinta e ultima stagione della serie televisiva Insecure, composta da 10 episodi, è stata trasmessa sul canale statunitense HBO dal 24 ottobre al 26 dicembre 2021.
In Italia, la stagione è stata interamente pubblicata il 29 dicembre 2021 sul servizio on demand Sky Box Sets.
| nº | Titolo                      | Prima TV USA     | Pubblicazione Italia |
| -- | --------------------------- | ---------------- | -------------------- |
| 1  | Reunited, Okay?!            | 24 ottobre 2021  | 29 dicembre 2021     |
| 2  | Growth, Okay?!              | 31 ottobre 2021  | 29 dicembre 2021     |
| 3  | Pressure, Okay?!            | 7 novembre 2021  | 29 dicembre 2021     |
| 4  | Faulty, Okay?!              | 14 novembre 2021 | 29 dicembre 2021     |
| 5  | Surviving, Okay?!           | 21 novembre 2021 | 29 dicembre 2021     |
| 6  | Tired, Okay?!               | 28 novembre 2021 | 29 dicembre 2021     |
| 7  | Chillin', Okay?!            | 5 dicembre 2021  | 29 dicembre 2021     |
| 8  | Choices, Okay?!             | 12 dicembre 2021 | 29 dicembre 2021     |
| 9  | Out, Okay?!                 | 19 dicembre 2021 | 29 dicembre 2021     |
| 10 | Everything Gonna Be, Okay?! | 26 dicembre 2021 | 29 dicembre 2021     |